# Тимчук Марія Миколаївна
Марі́я Микола́ївна Тимчу́к (до шлюбу Шевчук; нар. 18 лютого 1989, м. Теребовля, Тернопільська область) — українська майстриня декоративно-ужиткового мистецтва. Дочка Миколи Шевчука.

## Життєпис
Марія Тимчук народилася 18 лютого 1989 року в місті Теребовлі, нині Теребовлянської громади Тернопільського району Тернопільської области України.
2008 року закінчила факультет образотворчого мистецтва та реставрації Теребовлянського вищого училища культури, 2012-го — Кам'янець-Подільський національний університет імені Івана Огієнка (педагоги з фаху Наталія Урсу та Борис Негода). Нині викладач відділу декоративно-прикладного мистецтва Теребовлянського коледжу культури і мистецтва.

## Творчість
Малює в жанрах декоративного розпису, пейзажу та іконопису. Також займається розписом тубусів від артилерійських снарядів. Є засновником авторського стилю «округлих кракелюрів».
З 2010 року Тимчук бере участь у пленерах, виставках, міжнародних фестивалях та благодійних акціях. Персональні виставки відбулися в містах Тернополі (2010), Збаражі (2021), Бережанах (2024). Окремі твори зберігають у фондах Тернопільського обласного художнього музею, Збаразького замку, Літературно-меморіального музею Богдана Лепкого в Бережанах та інших. Її копія Ікони Матері Божої Теребовлянської перебуває у приватній колекції кардинала П'єтра Пароліна у Ватикані.
Серед важливих робіт:
- «Гарбузовий натюрморт» (2015), «Соняхи» (2018), «Півонії» (2019), «Груші», «Півники» (обидва — 2020), «Пора ірисів», «Сімейство тюльпанів» (обидва — 2021), «Жоржини» (2022), «Весняний подих» (2023), «Сонечко», «Зарваницька ікона Матері Божої», «Ікона Матері Божої „Замилування“» (усі — 2024).

## Нагороди
- лауреат Обласної премії імені Олени Кульчицької (2019)[5];
- стипендія Президента України для молодих письменників і митців у сфері музичного, театрального, образотворчого, хореографічного, естрадно-циркового мистецтва та кіномистецтва (2022)[6][7].

## Галерея

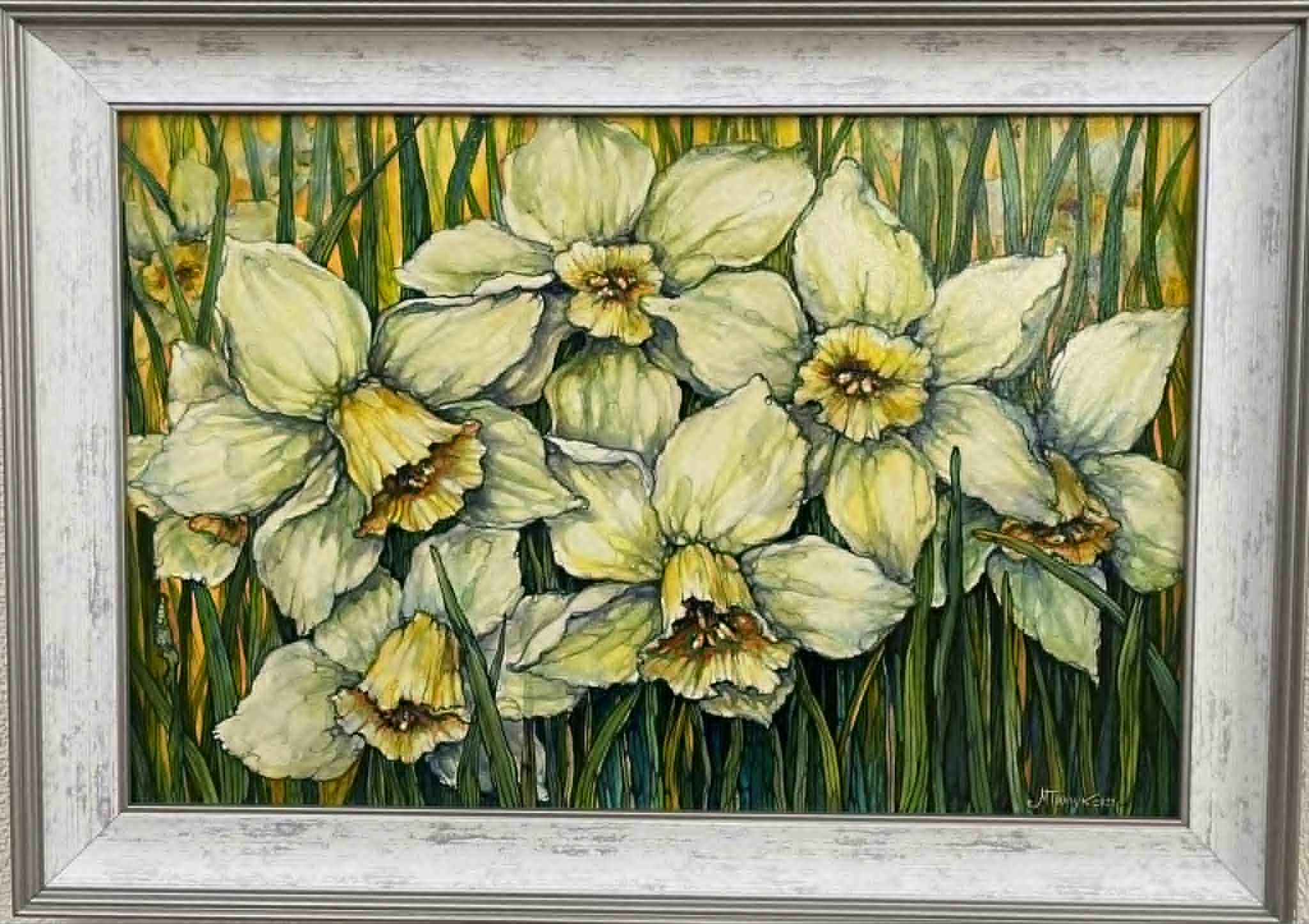
«Весняний подих», 2023
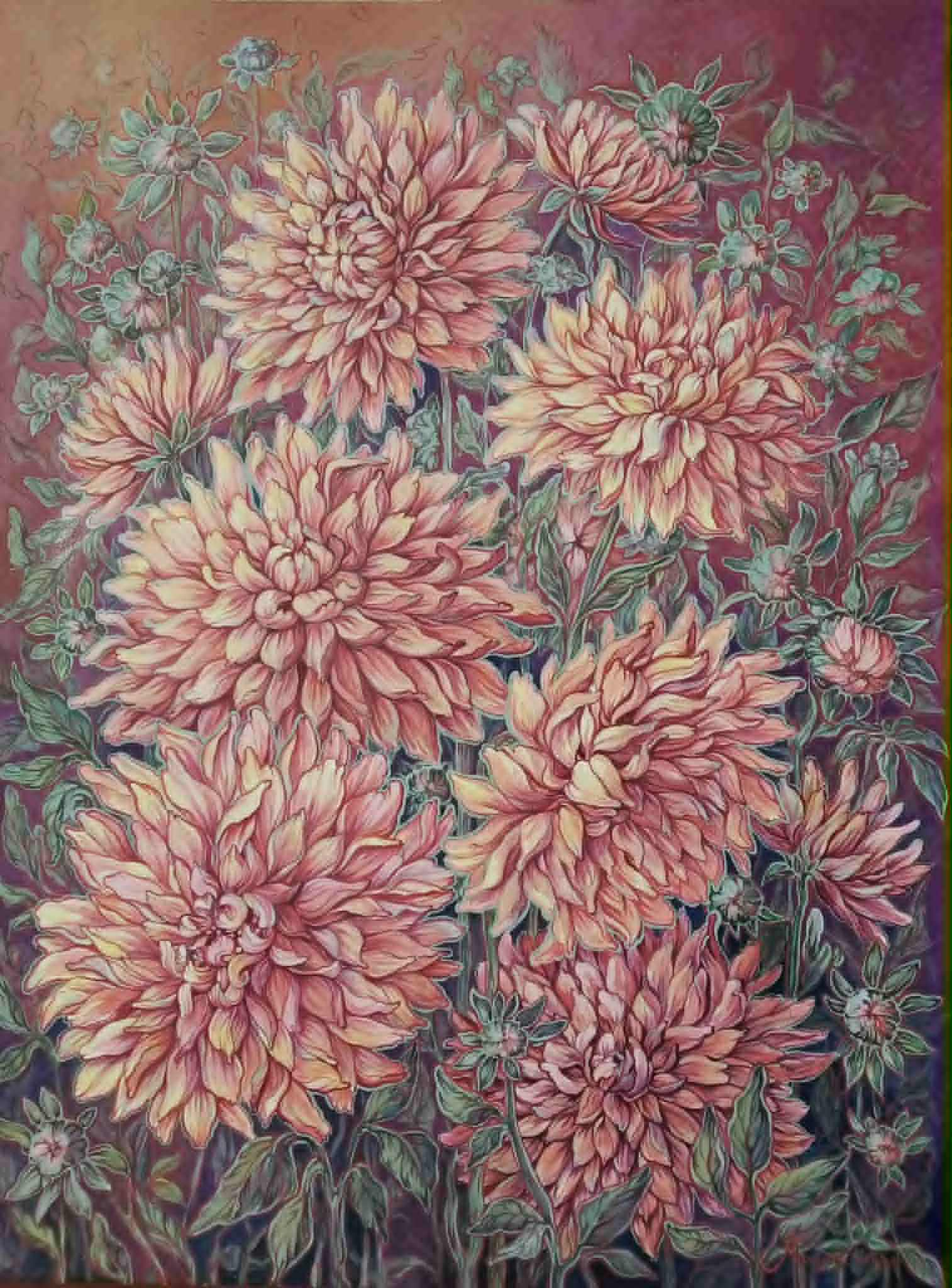
«Жоржини», 2021
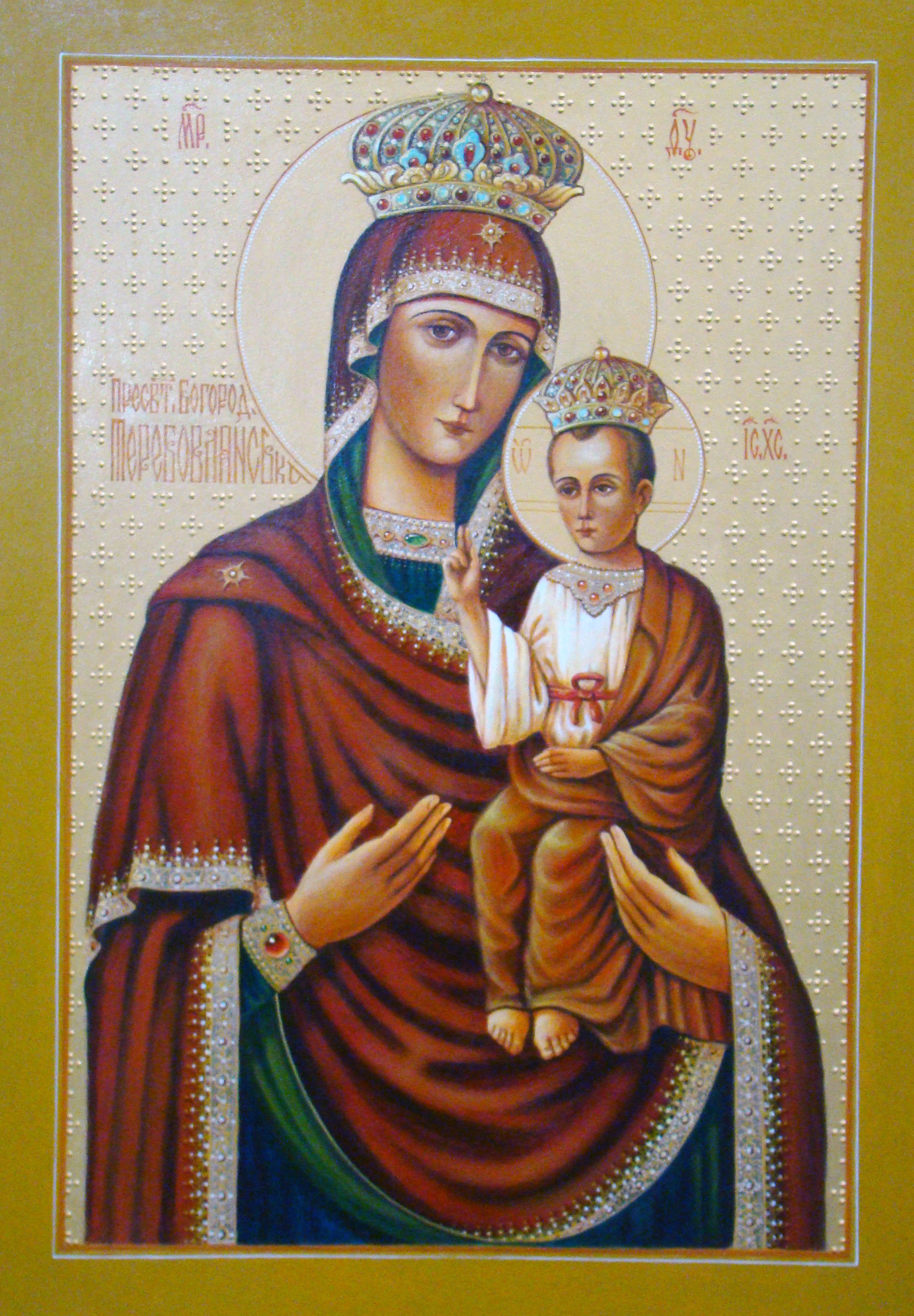
Копія Теребовлянської ікони Матері Божої, 2016
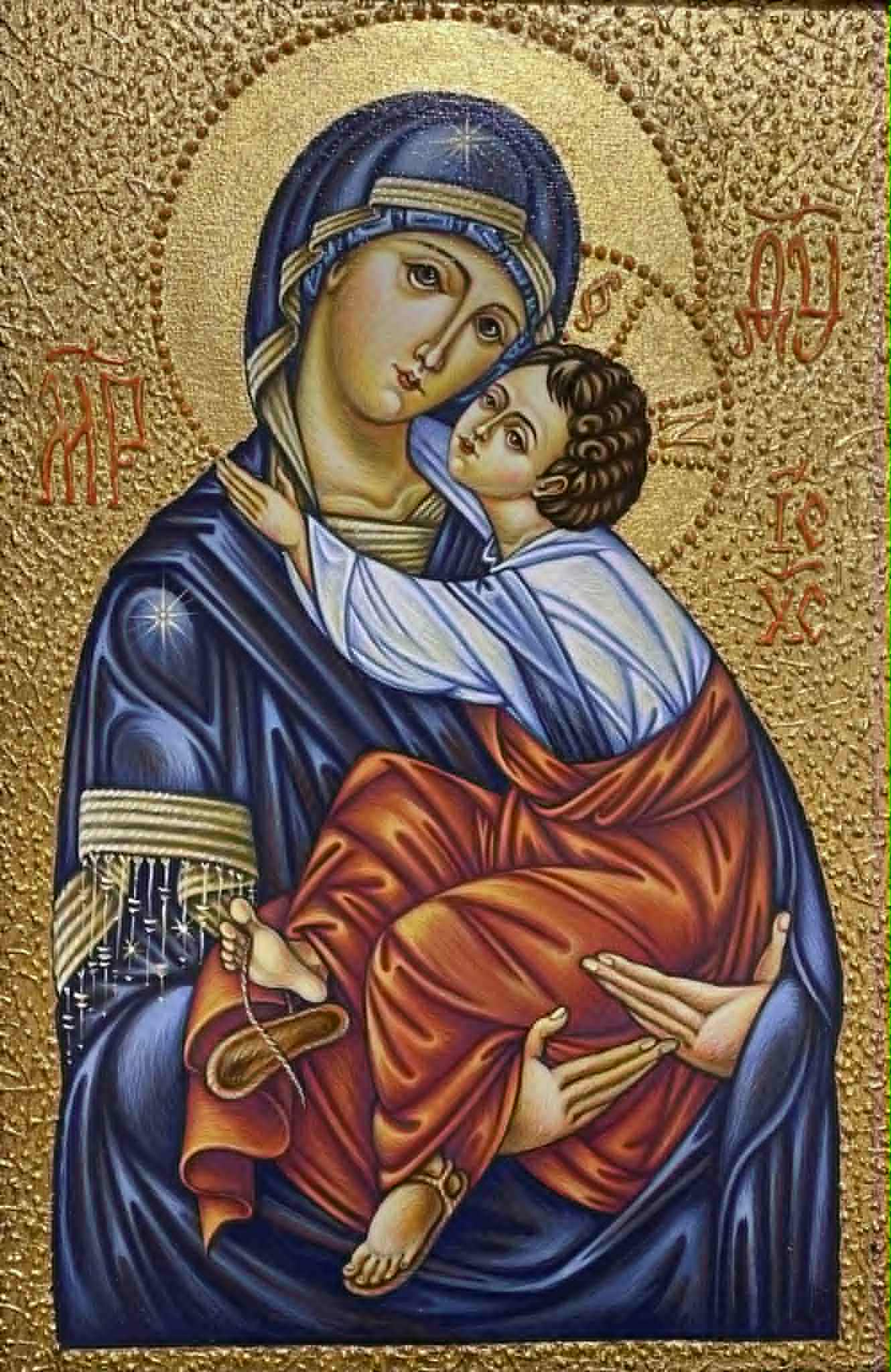
Ікона Матері Божої Замилування, 2024
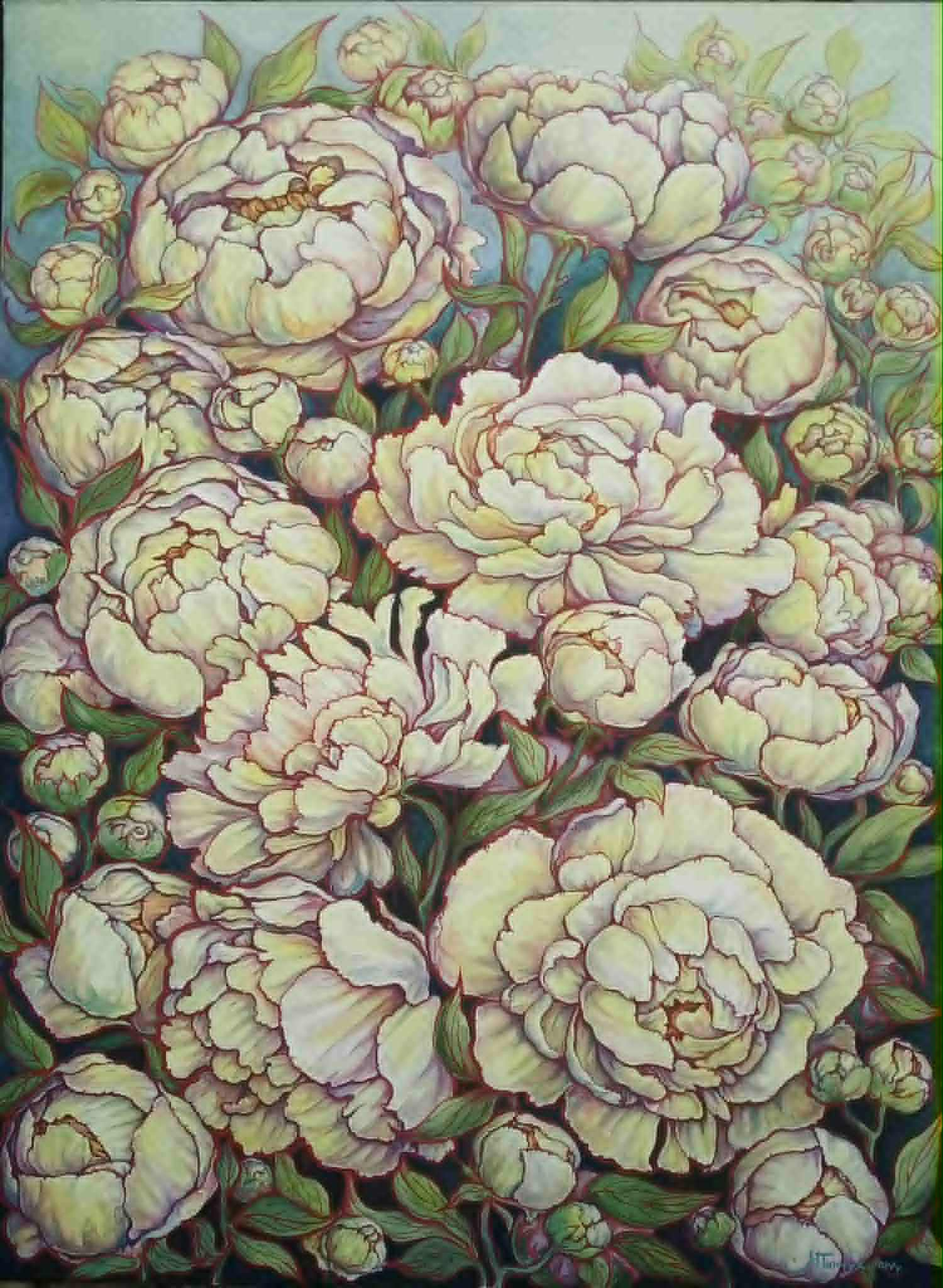
«Піонова пора», 2019
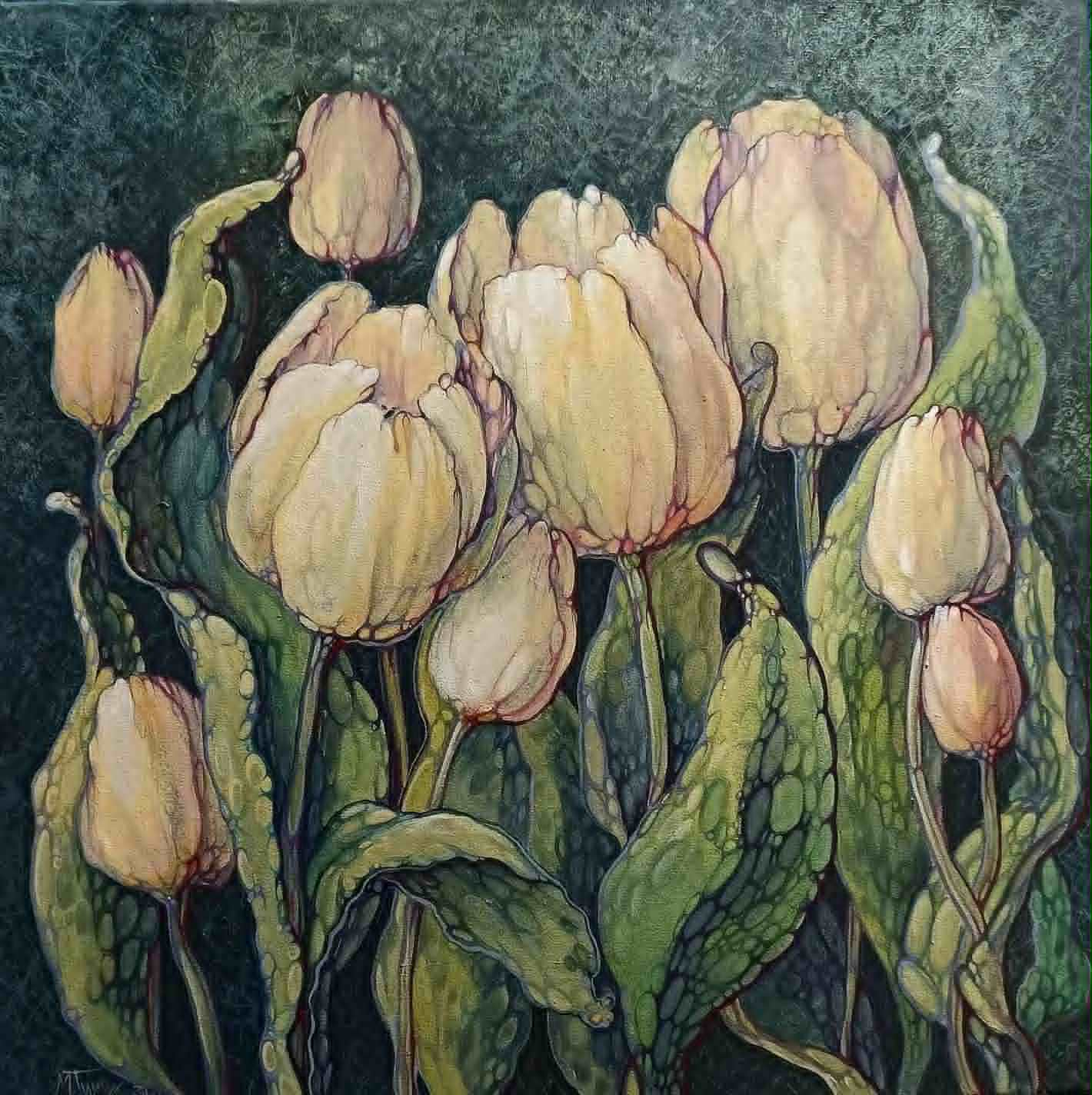
«Сімейство тюльпанів», 2021
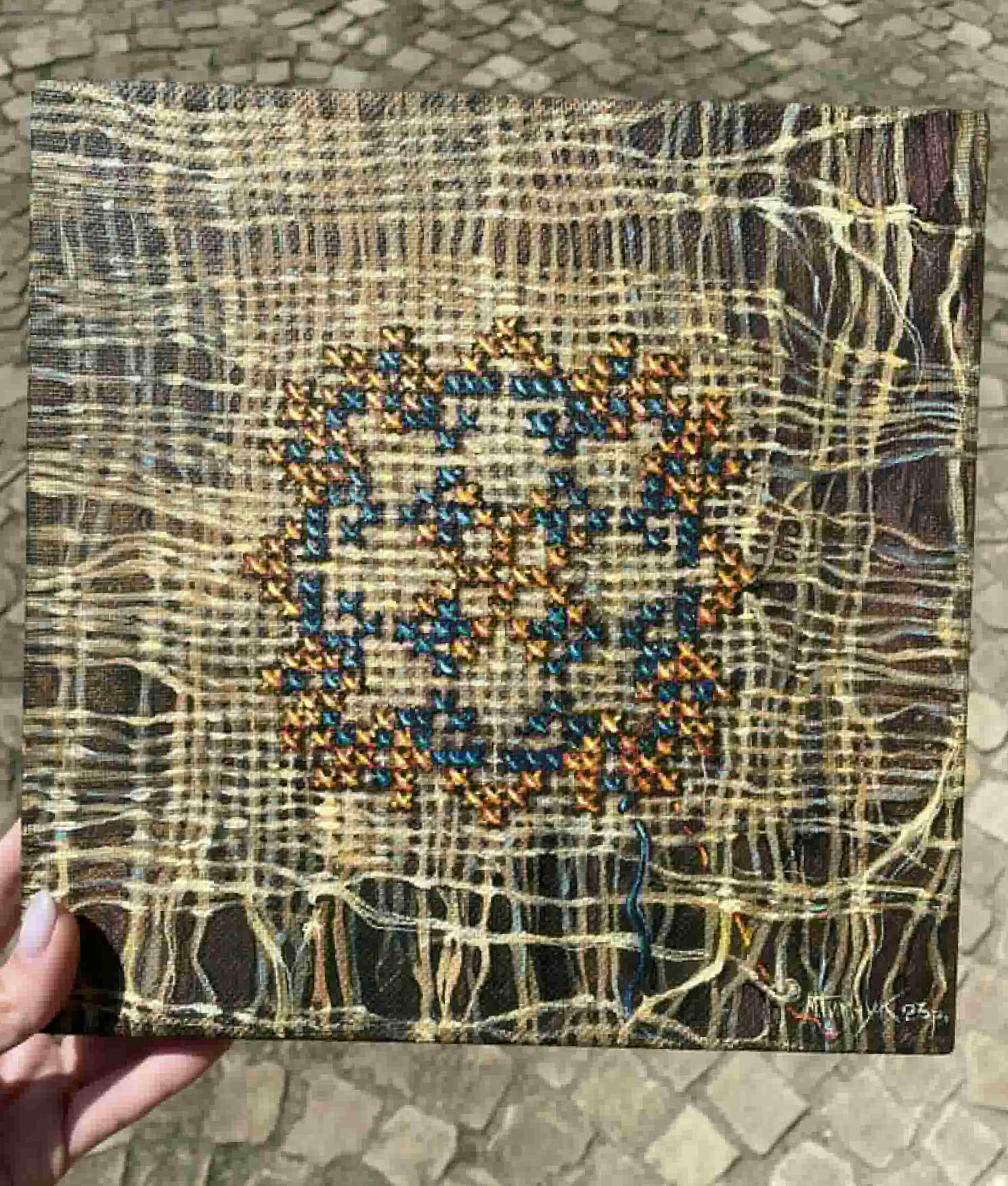
«Символ Україна» (імітація текстової вишивки), 2023